# Polynema haeckeli
Polynema haeckeli är en stekelart som beskrevs av Girault 1913. Polynema haeckeli ingår i släktet Polynema och familjen dvärgsteklar. Inga underarter finns listade i Catalogue of Life.